# Diversidad sexual en Mongolia
Las personas del colectivo LGBT+ en Mongolia se enfrentan a ciertos desafíos legales y sociales no experimentados por otros residentes. Las relaciones sexuales consensuales entre personas del mismo sexo fueron despenalizadas oficialmente en 1991; sin embargo, la diversidad sexual aun es un tema tabú en la sociedad mongola, la cual es mayormente conservadora, por lo tanto, aun persiste la violencia, la discriminación y la persecución de las personas LGBT+ en el país.

## Legislación y derechos

### Despenalización de la homosexualidad
En el año de 1993, después de la revolución democrática en Mongolia, se despenalizaron las relaciones sexuales consensuales entre personas del mismo sexo en el país. Esta posición se mantuvo en el nuevo Código Penal de 2002.  La edad de consentimiento sexual en Mongolia es de 16 años, sin importar la orientación sexual.

### Reconocimiento de las parejas del mismo sexo
No existe ningún tipo de reconocimiento hacia las parejas formadas por personas del mismo sexo en forma de matrimonio o de unión civil en Mongolia, por ende, el estado mongol tampoco reconoce a la familia homoparental. En Mongolia está prohibido constitucionalmente el matrimonio entre personas del mismo sexo desde 1992, y es improbable que se modifique la constitución en los próximos años para que así se pueda aprobar un proyecto de ley el cual pueda permitir que las parejas del mismo sexo tengan el mismo derecho que las parejas heterosexuales a acceder a las uniones civiles o al matrimonio.

### Leyes y medidas antidiscriminación

Mapa LGBT de Mongolia.

#### Protección laboral
Código Penal: El artículo 14.1.1 del Código Penal tipifica como delito los actos de discriminación basados en la orientación sexual. El artículo 14.1(2.3) agrava las penas cuando dichos actos son cometidos por funcionarios públicos. Esta disposición prohíbe la discriminación por orientación sexual en términos generales y, por lo tanto, se aplica a las cuestiones de empleo.
Un proyecto de revisión del Código del Trabajo de 1999, incluye la orientación sexual como una característica protegida contra la discriminación, y está siendo examinado por el Parlamento desde 2018.

#### Protección amplia
Código Penal: El artículo 14(1)(1) del Código Penal tipifica como delito los actos de discriminación basados en la orientación sexual. El artículo 14(1)(2)(3) agrava las penas si esos actos son cometidos por funcionarios públicos.

### Leyes sobre crímenes de odio e incitación al odio
Crímenes de odio
El artículo 10(1)(2)(14) del Código Penal (2015), agrava las penas por homicidios motivados por el odio hacia la orientación sexual de la víctima.

## Cambio de nombre y documentación
En Mongolia es legal el cambio de nombre en la documentación, siempre y cuando la persona solicitante no esté bajo libertad condicional. El cambio de marcador de género es posible, bajo requisitos prohibitivos.
El artículo 20.1 de la Ley de Registro Civil especificaba lo siguiente:

Quien, detentando ciudadanía en Mongolia, hubiere cambiado su sexo por medio de un procedimiento médico y/o se conociere que biológicamente es de un sexo distinto, el registro civil del distrito asentará dicho cambio en base a un certificado médico y se emitirá un nuevo certificado de nacimiento y un nuevo documento civil de identidad.

El 25 de junio de 2009, el artículo fue modificado para permitir el cambio de marcador de género para transexuales e intersexuales que constaran con un diagnóstico médico de "transexualidad" y se hubieran sometido a, al menos, un tratamiento médico.

## Condiciones sociales

### Violencia contra la comunidad LGBT+
De acuerdo a los viajantes occidentales, la sociedad mongola no presenta altos niveles de agresión hacia los homosexuales. Sin embargo, se han registrado crímenes de odio.